# 格羅頓 (紐約州)
格羅頓（英語：Groton）是一個位於美國紐約州湯普金斯縣的鎮。

## 人口
根據2020年美國人口普查的數據，格羅頓的面積為128.31平方千米，當中陸地面積為127.96平方千米，而水域面積為0.35平方千米。當地共有人口5746人，而人口密度為每平方千米45人。